# 郡山市立美術館
郡山市美術館（こおりやましびじゅつかん）は、福島県郡山市安原町にある美術館である。
ターナーなどのイギリス美術、岸田劉生などの日本の近代美術、および、雪村など郡山にゆかりのある美術家の絵画や彫刻のコレクションがある。また、企画展や海外展なども年5,6回行われている。

## 概要

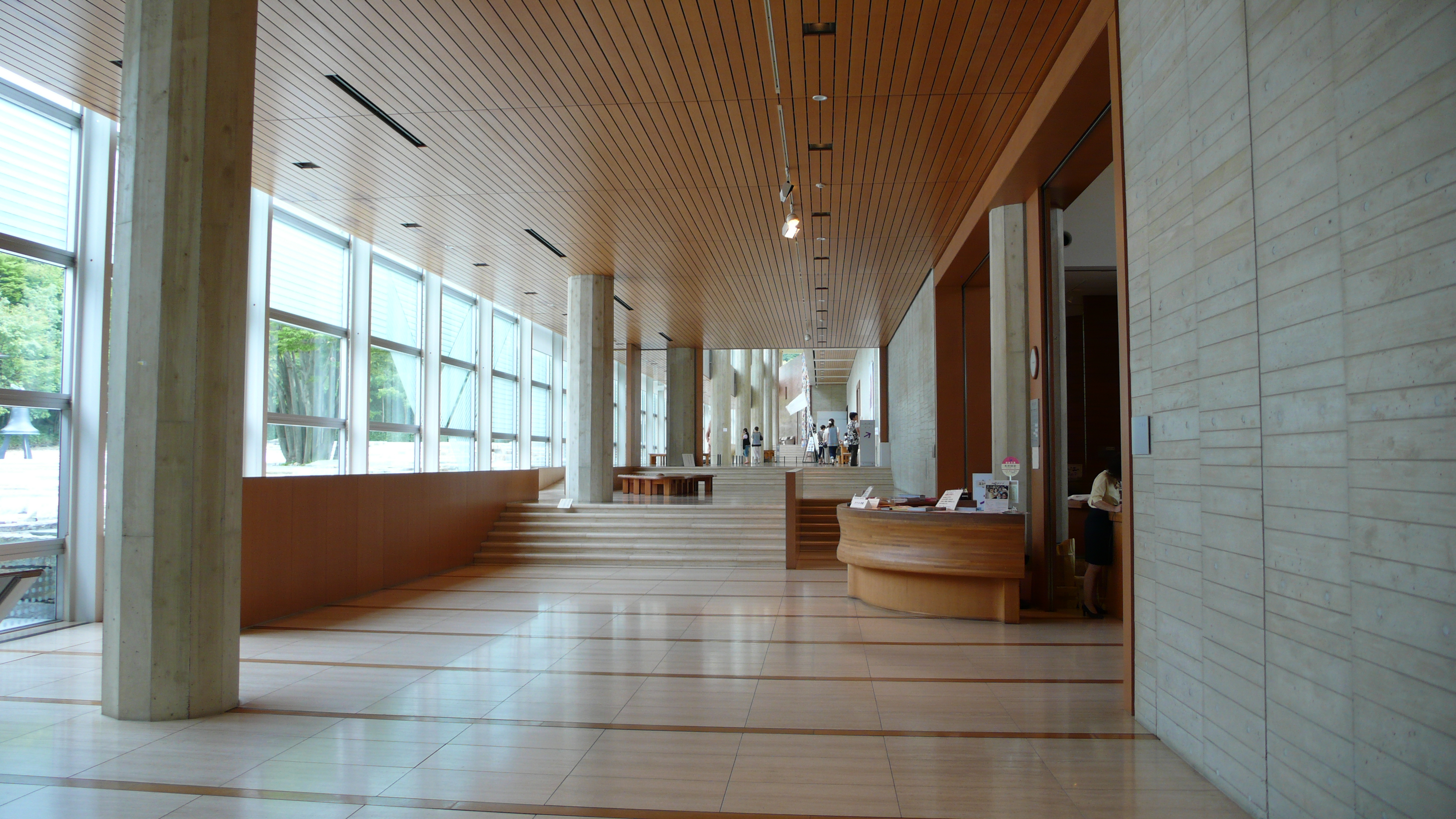
館内

- 所在地：福島県郡山市安原町字大谷地130-2
- 休館日：月曜日、年末年始
- 開館時間：9:30 - 17:00

### 建築概要
- 建築名称 - 郡山市立美術館
- 建築主 - 郡山市
- 設計者 - 柳澤孝彦+TAK建築・都市計画研究所
- 施工 - 大林組+東洋建設JV
- 規模 - 地下1階、地上2階
- 敷地面積 -
- 建築面積 - 4,322m2
- 延床面積 - 6,848m2
- 着工 -
- 竣工 -
- 構造 - RC造、SRC造
- 受賞歴 - 第13回福島県建築文化賞奨励賞、第35回BCS建築賞（1994年）、1995年度日本芸術院賞、第6回公共建築賞、公共建築百選

## 主な収蔵作品

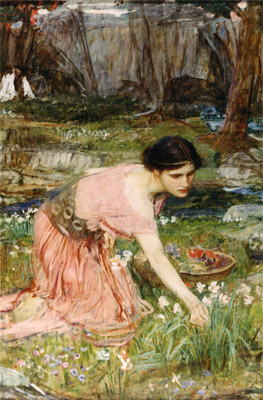
『フローラ』 ジョン・ウィリアム・ウォーターハウス 1917年以前 キャンバスに油彩
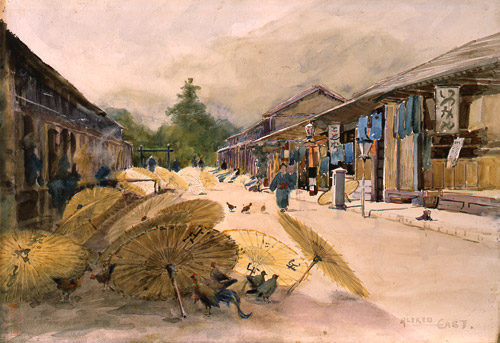
『雨後の傘干し』 アルフレッド・イースト 1889年頃 紙に水彩
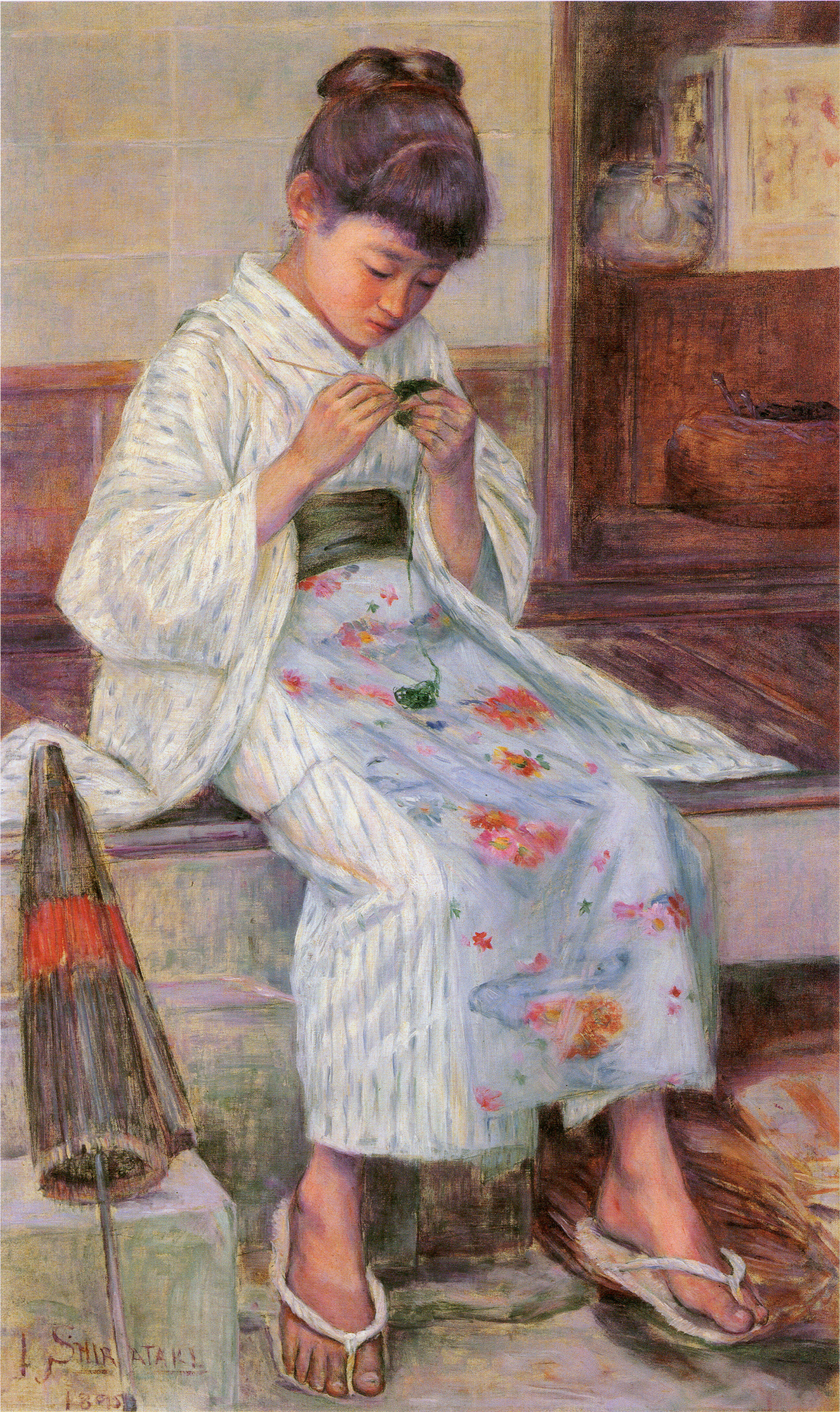
『編物をする少女』 白瀧幾之助 1895年 キャンバスに油彩
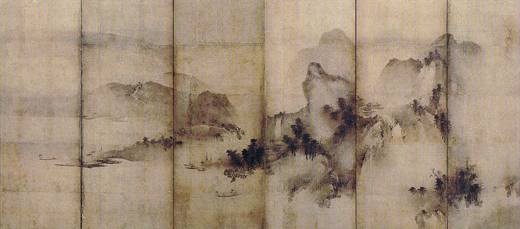
『四季山水図屏風』右隻　雪村周継 16世紀後半 紙に水墨
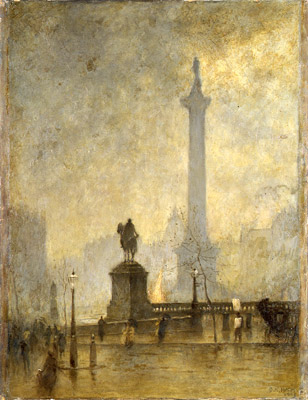
『霧の広場』 原撫松 1906年 キャンバスに油彩
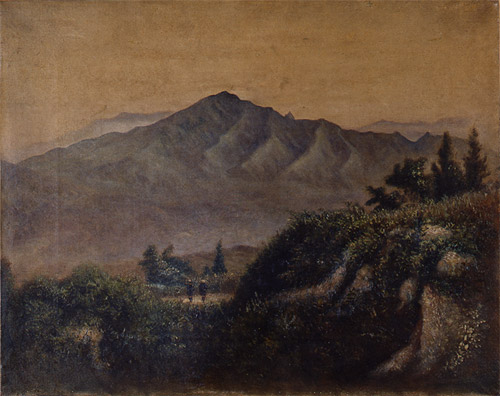
『風景(鳥海山）』 高橋由一 1880年代 キャンバスに油彩
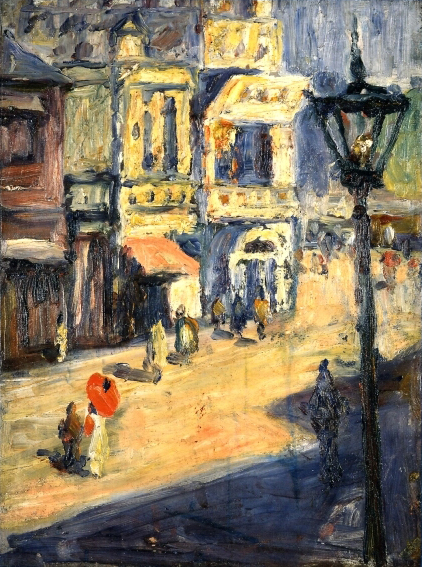
『銀座と数寄屋畔』 岸田劉生 1911年頃 キャンバスに油彩
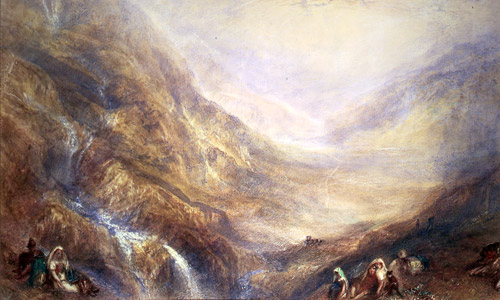
『サン・ゴタール峠の下り道』 ジョゼフ・マロード・ウィリアム・ターナー 1848年 紙に水彩
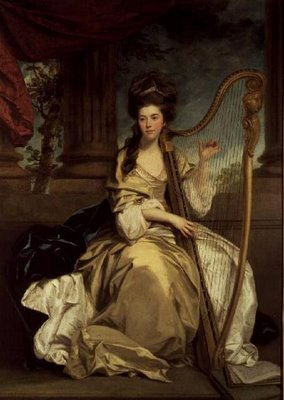
『エグリントン伯爵夫人、ジェーンの肖像』 ジョシュア・レノルズ 1777年 キャンバスに油彩
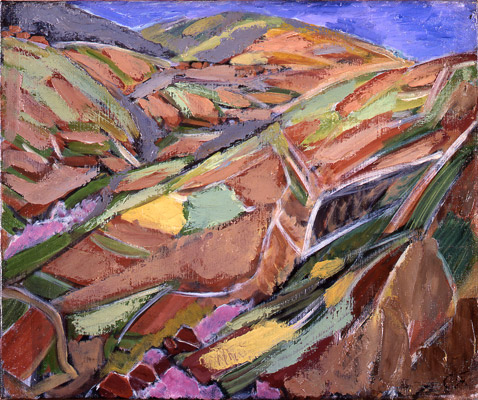
『耕到天』習作　藤島武二 1936年 キャンバスに油彩

## アクセス
- バス（JR郡山駅より）
  - JR郡山駅西口5番バス乗り場より「郡山美術館経由東部ニュータウン」行→「郡山市美術館」下車（所要時間約15分）
- 乗用車
  - JR郡山駅前より美術館通り経由で約4km（所要時間約10分程）